# I Need Somebody
I Need Somebody è un singolo del gruppo musicale australiano Bardot, pubblicato il 22 ottobre 2001 come secondo estratto dall'album Play It Like That.

## Descrizione
La canzone è stata scritta da Butler, Pickering e Ray Hedges e prodotta da quest'ultimo, e ha riscosso un discreto successo in Australia.

## Tracce
1. I Need Somebody
2. I Need Somebody (Superfly Club Mix)
3. I Need Somebody (Le Marquis Dub Remix)
4. I Need Somebody (Le Marquis Remix)
5. A.S.A.P (KCB Klubbmix)

## Classifiche
| Classifica (2001) | Posizione raggiunta |
| ----------------- | ------------------- |
| Australia         | 5                   |